# Облитерирующий тромбангиит
Облитерирующий тромбангиит (болезнь Бюргера) — системное иммунопатологическое воспалительное заболевание артерий и вен, преимущественно мелкого и среднего диаметра, с вторичными элементами аутоиммунной агрессии.

## История
Впервые это патологическое состояние было описано в 1879 году Феликсом фон Винивартером. При изучении артерий ног, ампутированных у больных со спонтанной гангреной, ему удалось обнаружить в них воспалительную пролиферацию интимы сосудов, а также тромбозы и уменьшение их внутреннего диаметра. Заболевание было описано немецким врачом Лео Бюргером в 1908 году, высказавшим гипотезу, что именно данная болезнь стала причиной 11 проведенных им ампутаций конечностей. В 1911 году Бюргер описал особую форму заболевания артерий, которая развивалась преимущественно у молодых людей и сопровождалась наряду с облитерацией артерий мигрирующим тромбофлебитом поверхностных вен нижних конечностей. После проведения гистологического исследования сосудов им было отмечено поражение всех слоев артериальной стенки, а не только внутреннего, как считал Винивартер, и поэтому назвал заболевание облитерирующим тромбангиитом. Хотя болезнь Бюргера в настоящее время — лишь один из вариантов такой аутоиммунной патологии, изменения, характерные для неё, в целом характерны для всех заболеваний данной группы.

## Классификация
В зависимости от того в каком участке артериального русла происходит затруднение кровотока, выделяют 3 типа:
- Дистальный тип (60-65 % от общего числа), характеризуется облитерацией артерий малого диаметра (стопа, голень, кисти, предплечье).
- Проксимальный тип (15-20 %), поражение артерий среднего и крупного диаметра (бедренная, подвздошная, аорта).
- Смешанный тип (15-20 %), сочетание двух первых типов поражения.

## Этиопатогенез
| ЭТИОЛОГИЧЕСКИЕ ФАКТОРЫ                                                    | ПАТОГЕНЕТИЧЕСКИЕ МЕХАНИЗМЫ |
| ------------------------------------------------------------------------- | --- |
| Инфекционный фактор [Allen E.V., 1958; Bartollo M., 1995]                 | Развитие заболевания, схожее с сальмонелезной, стрептококковой, вирусной, хламидийной и риккетсиозной инфекцией. |
| Нейроэндокринный фактор [Оппель В. А., 1912—1924]                         | Повышенная функция надпочечников способствует гиперадреналинемии с развитием спазма в системе микроциркуляции. |
| Неврогенный (нейрогенный) фактор [Федоров С. П., 1932; Lericher R., 1946] | Органические изменения в нервных стволах приводят к спастической дистрофии, тромбообразованию и облитерации периферических артерий. |
| Аутоиммунный фактор [Jeskowa Z., 1963; Eichhorn J., 1998]                 | Выработка аутоантител к эндотелиоцитам, коллагену, эластину, ламинину с образованием ЦИК и развитием антифосфолипидного синдрома. |
| Генетический (наследственный) фактор [Shinoya S., 1988; Moore W., 1993]   | Наиболее часто ОТ встречается в Азиатском и Средиземноморском регионах с выявлением статистически достоверных ассоциаций гаплотипов человеческих лейкоцитарных антигенов (HLA) I и II классов (эндемичность заболевания).                   |
| Табакокурение [Yamamoto K., 1993; O’Connor K., 1996]                      | Цитотоксическое влияние никотина на эндотелиальные клетки и гипоксическое воздействие карбоксигемоглобина на эндотелиоциты с уменьшением выработки вазоактивных пептидов и развитием спазма, тромбоза и облитерации периферических артерий. |
| Липопротеиновый фактор [Титов В. И., 1997; Chapman M.; 1994]              | Повышенное содержание липопротеина (а) способствует экспрессии внутриклеточной адгезивной молекулы 1 (ВАМ-1) в эндотелиоцитах с развитием системного васкулита и тромбообразования.                                                         |
| Повреждающие факторы [Бондарчук А. В.; 1969; Chen G, 1990; Olin J., 1994] | Травма, отморожение, аллергические реакции, хроническая интоксикация мышьяком. |

## Клиника
В зависимости от степени недостаточности кровообращения пораженной конечности различают четыре стадии облитерирующего эндартериита:
- 1 стадия (ишемическая) — стадия функциональной компенсации. Больные отмечают зябкость, иногда покалывание и жжение в кончиках пальцев, повышенную утомляемость и усталость. При охлаждении конечности приобретают бледную окраску, становятся холодными на ощупь. При прохождении со скоростью 4 — 5 км/ч расстояние более 1000 м у больных возникает перемежающаяся хромота. Она заключается в том, что больной начинает испытывать боли в икроножных мышцах голени или стопе, заставляющие его останавливаться. В патогенезе данного симптома имеет значение ряд факторов и, в частности, недостаточное кровоснабжение мышц, нарушение утилизации кислорода, накопление в тканях недоокисленных продуктов обмена веществ. Пульс на артериях стоп в этой стадии ослаблен или не определяется.
- 2 стадия (трофических расстройств) делится на:
- 2А стадия — перемежающаяся хромота возникает при прохождении дистанции свыше 200 м и до 1000 м.
- 2Б стадия — перемежающаяся хромота возникает при прохождении дистанции менее 200 м. Кожа стоп и голеней теряет присущую ей эластичность, становится сухой, шелушащейся, на подошвенной поверхности выявляется гиперкератоз. Замедляется рост ногтей, они утолщаются, становятся ломкими, тусклыми, приобретая тусклую или бурую окраску. Нарушается рост волос на пораженной конечности. Начинает развиваться атрофия подкожной жировой клетчатки и мелких мышц стопы. Пульс на артериях стоп не определяется.
- 3 стадия (язвенно-некротическая):
- 3А стадия — возникают боли в покое, без ишемического отёка.
- 3Б стадия — боли возникают в покое, с ишемическим отёком(критическая ишемия). Кожа становится истонченной и легкоранимой. Незначительные травмы вследствие потертостей, ушибов, стрижки ногтей приводят к образованию трещин и поверхностных болезненных язв. Для облегчения болезненных ощущений больные придают конечности вынужденное положение, опуская её книзу. Прогрессирует атрофия мышц голени и стопы.
- 4 стадия (гангренозная):
- 4А стадия — наличие некротических изменений в пальцах стопы с перспективой сохранения их опорной функции.
- 4Б стадия — нежизнеспособность тканей стопы (гангрена), требующая высокой ампутации. Происходят деструктивные изменения. Боли в пальцах стоп становятся постоянными, невыносимыми. Образующиеся язвы обычно располагаются в дистальных отделах конечностей, чаще на пальцах. Края и дно их покрыты грязно-серым налетом, грануляции отсутствуют, в окружности имеется воспалительная инфильтрация. Гангрена протекает чаще по типу влажной. Трудоспособность больных утрачена.

Жалобы больных связаны с хронической ишемией нижних конечностей. Больные жалуются на зябкость конечностей, высокую чувствительность к низкой температуре, слабость нижних конечностей, онемение, парестезию, судороги, боль при ходьбе или в покое, изменение цвета кожных покровов (бледная, синюшная, багрово-синюшная), отёк тканей, трофические расстройства в виде язв в области пальцев и стоп, некрозов или гангрены.

## Диагностика
Среди функциональных проб, свидетельствующих о недостаточности артериального кровоснабжения конечностей, наиболее показательны следующие:
1. Симптом плантарной ишемии Оппеля — побледнение подошвы стопы поражённой конечности, поднятой вверх.
2. Проба Гольдфлама — больному в положении лежа на спине предлагают выполнить сгибание и разгибание в тазобедренном и коленном суставах. При нарушении кровообращения больной ощущает утомляемость в конечности уже через 10 — 20 упражнений. Одновременно наблюдают за окраской подошвы стопы (проба Самьюэлса). При тяжелой недостаточности кровообращения в течение нескольких секунд наступает побледнение стопы.
3. Проба Ситенко-Шамовой – при горизонтальном положении больного на спине с приподнятыми над кроватью ногами ему предлагают производить сгибание и разгибание в голеностопных суставах. На верхнюю треть бедра накладывают манжетки от аппарата Рива-Роччи до полного прижатия артерий. Через 5 мин. жгут снимают. В норме не позднее, чем через 10 сек. появляется реактивная гиперемия. При недостаточности кровообращения время появление реактивной гиперемии удлиняется в несколько раз.
4. Коленный феномен Панченко — больной сидя, запрокинув ногу на здоровую ногу, вскоре начинает испытывать боли в икроножных мышцах, чувство онемения в стопе, ощущение ползания мурашек в кончиках пальцев поражённой конечности.
5. Симптом Краковского — долго не исчезающее «белое пятно» после кратковременного сдавления пальца.

Установить правильный диагноз помогают реовазография, УЗ флоуметрия, термография и ангиография нижних конечностей.

## Лечение
В ранних стадиях целесообразно проводить консервативное лечение. Оно должно быть комплексным и носить патогенетический характер.
Основные принципы консервативного лечения:
1. устранение воздействия этиологических факторов;
2. устранение спазма сосудов с помощью спазмолитиков и ганглиоблокаторов;
3. снятие болей;
4. улучшение метаболических процессов в тканях;
5. нормализация процессов свертывания крови, адгезивной и агрегационной функции тромбоцитов, улучшение реологических свойств крови.

При отсутствии эффекта от консервативной терапии возникают показания к операции. Наиболее эффективная операция поясничная симпатэктомия, устраняющая спазм периферических артерий. Если в процесс вовлекаются сосуды верхних конечностей, то проводят грудную симпатэктомию, реже стеллэктомию.
При наличии некроза или гангрены возникают показания к ампутации конечности.